# Nasale (Wartkowice)
Koordinaten: 51° 57′ N, 19° 5′ O
Nasale ist ein Dorf in der polnischen Landgemeinde (Gmina) Wartkowice im Powiat Poddębicki in der Woiwodschaft Łódź in Zentralpolen. Von 1975 bis 1998 gehörte die Gemeinde zu der im Zuge einer Verwaltungsreform aufgelösten Woiwodschaft Sieradz.
Die Gemeinde gehört zur Verwaltungseinheit Drwalew.